# Strogobor
Strogobor – staropolskie imię męskie, złożone z członu Strogo- ("srogo") oraz członu -bor ("walczyć, zmagać się"). Mogło oznaczać "tego, który zaciekle walczy".